# 뿌리깊은 나무 (1983년 드라마)
MBC TV에서 1983년 7월 8일부터 12월 12일까지 방영된 드라마로, MBC 정통 사극 조선왕조 오백년 시리즈의 두 번째 작품이다.
전편 《추동궁 마마》에서 ‘1, 2차 왕자의 난’을 통해 정권을 찬탈한 태종 이방원과 세종의 관계를 그렸으며, 세종이 이루어낸 찬란한 문화 황금기에 세종 임금의 인간적 고뇌, 그리고 갖가지 그의 업적이 펼쳐졌으며, 문화유산에 뛰어난 리더십에 초점을 맞추었다.
이 드라마는 첫 회부터 1983년 8월 19일까지는 금요일 밤 10시 10분에 2회차씩 방영하다가 8월 26일부터는 하루 1회차씩으로 바뀌었고, 같은 해 10월 31일부터는 월요일 밤 10시 10분으로 옮겨 방영되었다.

## 방송 시간
| 방송 채널 | 방송 기간                           | 방송 시간                            | 방송 분량                        |
| --------- | ----------------------------------- | ------------------------------------ | -------------------------------- |
| MBC TV    | 1983년 07월 08일 ~ 1983년 8월 19일  | 매주 금요일 밤 10시 10분 ~ 11시 50분 | 1시간 40분 (1회당 50분 2회 방송) |
| MBC TV    | 1983년 08월 26일                    | 매주 금요일 밤 10시 10분 ~ 11시 30분 | 1시간 20분                       |
| MBC TV    | 1983년 09월 02일 ~ 1983년 10월 28일 | 매주 금요일 밤 10시 15분 ~ 11시 35분 | 1시간 20분                       |
| MBC TV    | 1983년 10월 31일 ~ 1983년 12월 12일 | 매주 월요일 밤 10시 10분 ~ 11시 30분 | 1시간 20분                       |

## 줄거리
성군으로만 알려진 세종대왕의 인간적 고뇌와 갈등을 파헤치고, 장영실, 이천 등 노비 출신이지만 천재인 그들을 등용시켜 과학기술 발전을 이룩한 과정을 담았고, 군사적으로 북방영토 개척을 위한 4군 6진 설치에다 집현전 설치, 훈민정음 창제 등을 그림으로써, 조선왕조 역대 임금들 중에서 가장 위대한 업적을 남긴 조선 제4대 임금 세종의 인간적인 사랑 이야기를 부각시켰다.

## 출연
- 한인수(세종 이도) : 조선 제4대 임금
- 김영애(소헌왕후 심씨) : 세종 왕비
- 이정길(태종 이방원) : 조선 제3대 임금(1400.11.28~1418.9.9), 태조 이성계 다섯째 오남
- 김영란(원경왕후) : 세종 어머니
- 임정하(문종) : 조선 제5대 임금
- 한애경(현덕왕후) : 문종 왕비
- 이민우 : 단종 역
- 김소연[1] : 정희왕후 역
- 최낙천(심온) : 고려 말기하고 조선 초기의 문신이자, 세종의 국구로, 고려국 성균관 예하 강독관 등을 거쳐 조선국 영의정(지금의 국무총리) 등을 역임한 인물
- 이운우(박은) : 고려 말 조선 초 문신
- 송기윤(양녕대군) : 조선 시대 초기의 왕자이자 정치인, 화가, 시인으로, 태종의 장남이자 적장남으로 어머니는 원경왕후
- 박영귀(어리)
- 박규채(맹사성) : 고려 말&조선 초의 문신, 정치인, 유학자로 고려국 전의시승, 조선국 판한성부사 등을 역임한 인물
- 이묵원(황희) : 고려 말 조선 초기의 문신, 재상. 현명함에 냉철한 판단력으로 세종의 가장 신임을 받은 재상의 한 사람으로서 세종대왕 치세기간 중 역대 영의정 중 최장수로 18년간 영의정을 역임
- 길용우(장영실) : 조선의 과학기술자로, 조선 세종 당시 상의원 별좌로 등용되어 과학 기술자로서 조선의 천문학 기술을 찬란히 꽃피운 인물
- 김상순(이순지) : 조선 초기의 문신·천문학자
- 정욱(박연) : 조선 후기의 무신으로, 네덜란드인으로 인조 통치시 유럽인 최초로 귀화한 인물
- 이미지(이씨 부인) : 이순지 딸
- 이미영(사방지) : 조선 초기의 인물로, 남녀한몸의 대표적인 예
- 박광남(최항) : 조선의 문신이자 집현전 학사 출신 학자(學者)로, 조선국 의정부 영의정 등을 역임한 인물
- 김용건(노사신) : 조선 전기 외척 출신 문신 겸 관료이자 학자
- 김동현(이종무) :  조선 초기의 좌명공신 4등에 책록된 공신이자 무신
- 김주영(최윤덕) : 조선 공조[2]판서 직책을 역임한 조선의 무신
- 윤철형, 이계인
- 양지운(해설)

## 수상
- 1983년 MBC 연기대상 TV부문 남자우수상 - 한인수

## 에피소드 목록
| 1983년 | 1983년                  | 1983년                | 1983년   | 1983년                               |
| 회차   | 방송일                  | 부제                  | 현존여부 | 비고                                 |
| ------ | ----------------------- | --------------------- | -------- | ------------------------------------ |
| 1회    | 07월 08일 22:10 - 23:00 |                       | ○        |                                      |
| 2회    | 07월 08일 23:00 - 23:50 |                       | ×        |                                      |
| 3회    | 07월 15일 22:10 - 23:00 |                       | ×        |                                      |
| 4회    | 07월 15일 23:00 - 23:50 |                       | ○        |                                      |
| 5회    | 07월 22일 22:10 - 23:00 |                       | ×        |                                      |
| 6회    | 07월 22일 23:00 - 23:50 |                       | ○        |                                      |
| 7회    | 07월 29일 22:10 - 23:00 |                       | ○        |                                      |
| 8회    | 07월 29일 23:00 - 23:50 |                       | ○        |                                      |
| 9회    | 08월 05일 22:15 - 23:05 |                       | ×        |                                      |
| 10회   | 08월 05일 23:05 - 23:55 |                       | ×        |                                      |
| 11회   | 08월 12일 22:10 - 23:00 |                       | ○        |                                      |
| 12회   | 08월 12일 23:00 - 23:50 |                       | ○        |                                      |
| 13회   | 08월 19일 22:10 - 23:00 |                       | ○        |                                      |
| 14회   | 08월 19일 23:00 - 23:50 |                       | ○        |                                      |
| 15회   | 08월 26일 22:15 - 23:35 |                       | ○        | 이 회차부터 1일 1회차 방영으로 바뀜. |
| 16회   | 09월 02일 22:15 - 23:35 | 타오르는 성은         | ○        |                                      |
| 17회   | 09월 09일 22:15 - 23:35 | 중전의 어머니         | ○        |                                      |
| 18회   | 09월 16일 22:15 - 23:35 | 공녀와 빈궁           | ○        |                                      |
| 19회   | 09월 23일 22:15 - 23:35 |                       | ○        |                                      |
| 20회   | 09월 30일 22:15 - 23:35 |                       | ○        |                                      |
| 21회   | 10월 07일 22:25 - 23:45 | 왕가의 새 바람        | ○        |                                      |
| 22회   | 10월 14일 22:15 - 23:35 | 양녕대군              | ○        |                                      |
| 23회   | 10월 21일 22:15 - 23:35 |                       | ○        |                                      |
| 24회   | 10월 28일 22:15 - 23:35 | 노인과 아이           | ○        |                                      |
| 25회   | 10월 31일 22:10 - 23:30 |                       | ○        | 이 회차부터 월요일 방영으로 바뀜.    |
| 26회   | 11월 07일 22:10 - 23:30 | 빈궁이 남긴 상처      | ○        |                                      |
| 27회   | 11월 21일 22:10 - 23:30 | 삭풍은 나무 끝에 불고 | ○        |                                      |
| 28회   | 12월 05일 22:10 - 23:30 | 훈민정음              | ○        |                                      |
| 29회   | 12월 12일 22:10 - 23:30 | 위대한 세종의 시대    | ○        |                                      |

## 결방 사유 및 편성 변경(1983)
- 8월 5일 : 보도특집 〈선진학국 다지는 정상외교〉방송으로 순연되어 밤 10시 15분부터 방영
- 10월 7일 : 보도특집 〈활력에 찬 정상외교〉방송으로 순연되어 밤 10시 25분부터 방영
- 10월 31일 : 24회부터 매주 금요일 밤 10시 10분에서 월요일 밤 10시 10분으로 방송 시간 변경
- 11월 14일 : 특집 방송 〈레이건 대통령 방한 2박 3일〉 방송으로 결방
- 11월 28일 : 창사 22주년 특집 드라마 《고산자 김정호》 방송으로 결방

## 참고 사항
- 세종 역의 한인수는 1976년 《들장미》 이후 처음으로 주인공을 맡았다.[8]

## 같이 보기
- 《뿌리깊은 나무》 (SBS, 2011년)